# Roberto Lezaun
Roberto Lezaun Zubiria (Pamplona, 23 juli 1967) is een Spaans voormalig professioneel wielrenner en mountainbiker. Hij reed in zijn carrière voor Banesto, Festina-Lotus en Euskadi.
Zijn neef Alan Pérez is anno 2011 prof bij Euskaltel-Euskadi, waar Roberto ook één seizoen voor uitkwam.
Hij werd in 1999 derde op het Europese kampioenschap mountainbiken. Hij deed namens Spanje mee aan de Olympische Spelen van 1996 (Atlanta) en 2000 (Sydney), bij het mountainbiken.
In 1996 bereikte hij de finish niet, in 2000 eindigde hij als 15e.

## Belangrijkste overwinningen
1990
- Eindklassement Ronde van Navarra

1991
- Eindklassement Ruta del Sol

1997
- Spaans kampioen mountainbiken, Elite

1998
- Spaans kampioen mountainbiken, Elite

## Resultaten in voornaamste wedstrijden
| Jaar | Ronde van Italië | Ronde van Frankrijk | Ronde van Spanje |
| ---- | ---------------- | ------------------- | ---------------- |
| 1992 |                  |                     | 96e              |
| 1993 |                  |                     | 72e              |
| 1994 |                  |                     | 49e              |
| 1995 |                  |                     | 100e             |

| Jaar | Milaan-San Remo |
| ---- | --------------- |
| 1992 |                 |
| 1993 |                 |
| 1994 | 109e            |
| 1995 |                 |

Wielerploegen van Roberto Lezaun
Alonso ·
Arnaud ·
Bernard ·
de Las Cuevas ·
de Santos ·
Delgado ·
Fuchs ·
Garmendia ·
J. Gorospe ·
R. Gorospe ·
M. Indurain ·
P. Indurain ·
Lazpiur ·
Lezaun ·
Lukin ·
Mujika ·
Martínez ·
Pacheco ·
Philipot ·
Rodríguez ·
Rondón ·
San Román ·
Santamaría ·
Uriarte
Alonso ·
Bernard ·
de Las Cuevas ·
de Santos ·
Delgado ·
Fuchs ·
Garmendia ·
J. Gorospe ·
R. Gorospe ·
M. Indurain ·
P. Indurain ·
Lazpiur ·
Lezaun ·
Lukin ·
Philipot ·
Rodríguez ·
San Román ·
Santamaría ·
Uriarte
Alonso ·
Arrieta ·
Bernard ·
de Las Cuevas (tot 30/06) ·
de Santos ·
Delgado ·
García ·
Garmendia ·
J. Gorospe ·
R. Gorospe ·
Heulot ·
M. Indurain ·
P. Indurain ·
Jiménez ·
Lazpiur ·
Lezaun ·
López ·
Philipot ·
Rodríguez ·
Rué ·
San Román ·
Santamaría ·
Uriarte ·
Casero (stagiair)
Bagot ·
Cepele ·
Finco ·
Goubert ·
Henry ·
Hervé ·
Hodge ·
Koerts ·
Leblanc  ·
Lezaun ·
Lino ·
Maier (tot 30/06) ·
Pérez ·
Piñero ·
Plaza ·
van Poppel ·
Teyssier · 
Torres · 
Vermote ·
Virenque ·
Laukka (stagiair) ·

Mancebo (stagiair) ·
Martin (stagiair) 
Ajuria ·
Barcina ·
Cuesta ·
Elissalde ·
Elkoroiribe ·
González ·
Á. González de Galdeano ·
I. González de Galdeano ·
González de Heredia ·
Guenetxea ·
Laiseka ·
Lazpiur ·
Lezaun ·
Martínez ·
Osa ·
Palacín ·
Sagasti ·
Solaun ·
Bugallo (stagiair) ·
Fernández (stagiair) 